# آلان موزو
آلان موزو (بالإسبانية: Alan Mozo)‏ (4 مايو 1997 بمدينة مكسيكو في المكسيك - ) هو لاعب كرة قدم مكسيكي في مركز الدفاع.

## روابط خارجية
- آلان موزو على موقع قاعدة بيانات كرة القدم.إي يو (الإنجليزية)
- آلان موزو على موقع ناشيونال فوتبول تيمز (الإنجليزية)
- آلان موزو على موقع Soccerway.com (الإنجليزية)
- آلان موزو على موقع عالم كرة القدم.نت (الإنجليزية)
- آلان موزو على موقع AS.com (الإسبانية)